# Dešťová zahrada

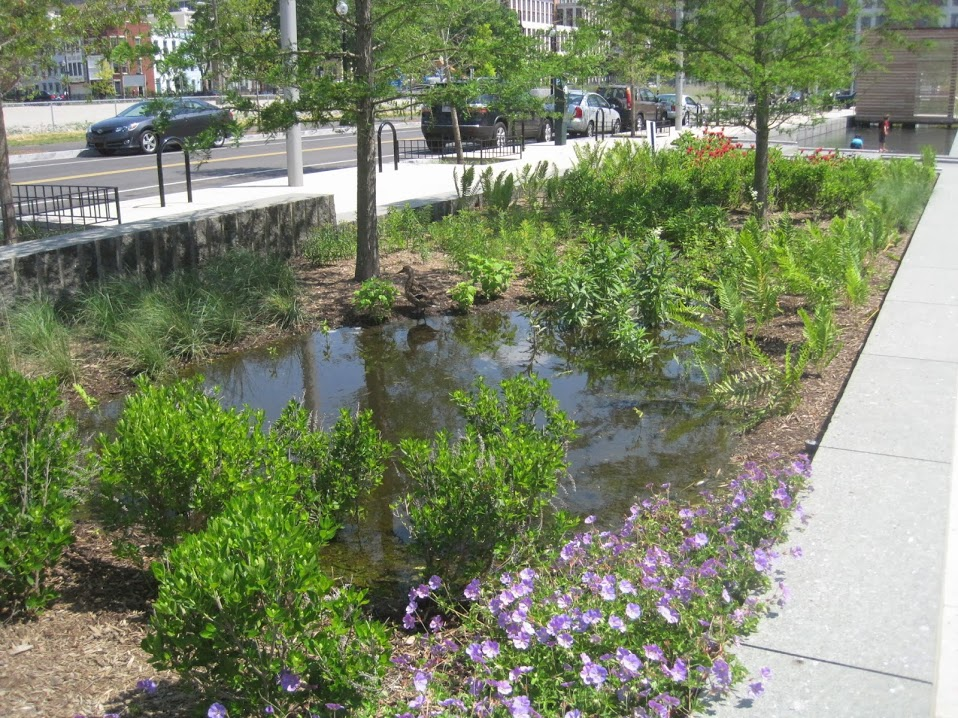
Dešťová zahrada v městské zástavbě

Dešťová zahrada je přírodní nebo uměle vytvořená terénní prohlubeň, do které jsou svedeny srážkové vody ze střech, chodníků a zpevněných ploch, které se pak v průběhu několika dní vsakují do okolní půdy a neodtékají pryč z daného pozemku. Tím napomáhá udržovat stav podzemních vod a snižuje nebezpečí vzniku náhlých povodní. Kořenový systém rostlin rostoucích v této prohlubni funguje jako filtr a zbavuje vodu nečistot. Dešťová zahrada také zvyšuje vlhkost vzduchu v okolí (mikroklima) a slouží i jako úkryt různým druhům živočichů. Dešťové zahrady spadají pod modro-zelenou infrastrukturu, jenž se především ve městech snaží o větší harmonii s přírodou skrz budování jím blízkých prvků.

## Rostliny
Do dešťové zahrady jsou vhodné rostliny snášející delší zamokření jako například různé druhy sítin (Juncus) a zevarů (Sparganium), dále pak kejklířka (Mimulus), máta vodní (Mentha aquatica) a kosatec žlutý (Iris pseudacorus).